# Ашкеназское произношение
Ашкена́зский иври́т (ивр. הגייה אשכנזית‎, идиш אַשכּנזישע הבֿרה‎) — система произношения средневекового иврита в среде ашкеназских евреев. В настоящее время эта система сохранилась в качестве отдельного религиозного диалекта, используемого в иудейской литургии и чтении религиозных текстов на библейском и мишнаитском ивритах в некоторых ультраортодоксальных ашкеназских общинах.

## Характеристики
Поскольку он используется параллельно с современным ивритом, его фонологические различия чётко различимы:
- א‎ (алеф) и ע‎ (аин) большинстве форм ашкеназского иврита не произносятся, в то время как обе буквы часто произносятся как гортанная смычка в современном иврите[2] (ср. Yisroeil (литовский) или Yisruayl (польско-галисийский) с Yisrael (современный иврит)). Особый случай — голландский (и исторически также Франкфурт-на-Майне), где аин традиционно произносится как велярный носовой согласный ([ŋ]), вероятно, под влиянием местных испанских и португальских евреев.
- ת‬ тав без дагеша произносится [s] в ашкеназском иврите, с дагешем — [t]. В некоторых отношениях это похоже на произношение йеменского иврита, а также некоторых других разновидностей иврита мизрахи, за исключением того, что эти разновидности произносят ת без дагеша как Глухой зубной щелевой согласный [θ]. Тав всегда произносится [t] в современном и сефардском иврите (ср. шаббос с шаббат или эс с эт).
- אֵ‬ цейре /e/ произносится [ej] (или [aj]) на ашкеназском иврите, и [e] на сефардском иврите; современный иврит варьируется между двумя произношениями (ср. омейн (литовский) или умайн (польско-галисийский) против амен (современный иврит)).
- אָ‬ qāmeṣ gāḏôl /a/ произносится как [ɔ] (и [u] на южных диалектах) на ашкеназском иврите, как и на йеменском и тиберийском иврите (литовское произношение также имеет тенденцию превращать камац гадоль в звук «э», когда он ударный), на современном иврите — [a] (ср. Довид (литовского) или Дувид (польско-галицкого) с Давид).
- אֹ‬ ḥôlam /o/ в зависимости от субдиалекта произносится [au], [ou], [øi], [oi] или [ei] на ашкеназском иврите, в отличие от [o] на сефардском и современном иврите (хотя некоторые литовцы и многие нехасидские ашкеназы в Америке также произносят его как [o]) или [øː] на йеменском иврите (ср. Мойше и Моше).
- безударный אֻ‬ кубуц или וּ‬ шурук /u/ иногда становится [ i ] на ашкеназском иврите (это более распространено на юго-восточных диалектах, так как северо-восточные диалекты не вносили изменений в этот гласный), когда во всех других формах они произносятся [u] (Киддиш / Киддуш). На венгерском и оберландском диалектах произношение неизменно [y].
- Существует некоторая путаница между финальной אֵ‬ цере /е/ а אִ‬ хирик /i/ (тишрей / Тишри; сифрей / Сифре).

## Варианты
Существуют значительные различия между литовским, польским, галицийским, венгерским и немецким произношениями.
- Это наиболее очевидно в случае с огласовкой «холам»: немецкое произношение — [au], галицийское и польское произношение — [oi], венгерское — [øi], а литовское произношение — [ei]. Существуют и другие варианты, например, в Великобритании оригинальной традицией было использование немецкого произношения, но с годами звук холам имел тенденцию сливаться с местным произношением длинного «о», а некоторые общины вообще отказались от ашкеназского иврита в пользу израильско-сефардского произношения. (Общины харедим в Англии обычно используют галицкий / польский [oi]).
- Цере произносится [ei] в большинстве ашкеназских традиций. В польском использовании, однако, это было нередко [aj].
- Ещё одна особенность, которая отличает литовское произношение, традиционно используемое в области, охватывающей современные Прибалтику, Беларусь и некоторые части Украины и России — это слияние «син» и «шин», оба из которых произносится как [s]. Это похоже на произношение ефремитов, описанное в Суд. 12, который является источником термина шибболет.
- Произношение рейш варьируется между альвеолярным одноударным или альвеолярным дрожащим (как в испанском языке) и звонким увулярным спирантом или дрожащим (как во французском языке), в зависимости от вариаций местных диалектов немецкого и идиша.

Помимо географических различий, существуют различия в регистре между «естественным» произношением общего пользования и более предписывающими правилами, отстаиваемыми некоторыми раввинами и грамматиками, особенно для использования при чтении Торы. Например:
- В более ранние века ударение на ашкеназском иврите обычно приходилось на предпоследний, а не на последний слог, как в большинстве других диалектов. В XVII и XVIII веках проводилась кампания ашкеназских раввинов, таких как Якоб Эмден и Виленский гаон, поощрения ударения на последнем слоге, в соответствии с отметками ударения в Библии. Кампания имела успех в литургическом использовании, таком как чтение Торы. Тем не менее, более старая модель ударения сохраняется в произношении еврейских слов на идише и в ранней современной поэзии Хаима Нахмана Бялика и Шаула Черниховского[3].
- Слияние ח‬ к כ‬ и ע‬ к א‬ в речи произошел между XI веком и XVIII веком, но многие более поздние авторитеты ашкеназов (такие как Мишна брура и Маген Авраам) отстаивают фарингальное произношение ח‬ и ע‬ на религиозных службах, таких как молитва и чтение Торы[4] хотя на практике это наблюдается редко. Точно так же строгое использование требует артикуляции начального א‬ как гортанная смычка.
- Обычно шва на часто опускается (например, слово для «времени» произносится как zman, а не zeman). Однако в литургическом использовании поощряется строгое соблюдение грамматических правил.

## История
Существуют несколько теорий о происхождении различных традиций чтения на иврите. Основное разделение происходит между теми, кто считает, что различия возникли в средневековой Европе, и теми, кто считает, что они отражают более старые различия между произношением еврейского и арамейского течений в разных частях Плодородного полумесяца, то есть Иудеи, Галилеи, Сирии, северной Месопотамии и собственно Вавилонии. В рамках первой группы теорий Циммелс полагал, что произношение ашкеназов возникло в позднесредневековой Европе и что произношение, преобладающее во Франции и Германии во времена тосафистов, было похоже на сефардское. Его доказательством стал тот факт, что Ашер бен Иехиэль, немец, который стал главным раввином Толедо, никогда не ссылался на разницу в произношении, хотя обычно он очень чувствителен к различиям между двумя общинами.
Трудность, связанная с последней группой теорий, заключается в том, что мы не знаем наверняка, каковы были на самом деле эти страны и насколько они различались. После изгнания евреев из Испании в 1492 году (или раньше) сефардское произношение гласных стало стандартным во всех этих странах, сглаживая любые различия, которые существовали ранее. Это затрудняет оценку между различными теориями о взаимоотношениях между сегодняшними системами произношения и древними.
Леопольд Цунц полагал, что ашкеназское произношение произошло от палестинского во времена гаонов (VII—XI века н. э.), а произношение сефардов — от вавилонского. Эта теория была подтверждена тем фактом, что в некоторых отношениях ашкеназский иврит напоминает западный диалект сирийского языка, в то время как сефардский иврит напоминает восточный, например, восточная сирийская пешитта в отличие от западной сирийской пешито. Ашкеназский иврит в письменном виде также напоминает палестинский иврит по своей склонности к ктив мале (см. матрес лекционис).
Другие, в том числе Авраам Зеви Идельсон, полагали, что это различие является более древним, и представляет собой различие между иудейским и галилейским диалектами иврита во времена Мишны (I—II века н. э.), причём произношение сефардов происходит от иудеев, а ашкеназов — от галилеянин. Эта теория подтверждается тем фактом, что ашкеназский иврит, как и самаритянский иврит, утратил чёткие звуки многих гортанных букв, в то время как в Талмуде есть ссылки на это как на черту галилейской речи. Идельсон приписывает ашкеназскому (и, по его теории, галилейскому) произношение камац-гадола как влияние финикийцев (см. Ханаанский сдвиг).
Во времена масоретов (VIII—X века н. э.) существовало три чётких системы для обозначения гласных и других деталей произношения в библейских и литургических текстах. Одна была вавилонской; другая была палестинской; третьей был тивериадская, которая в конечном счете заменила две других и все ещё используется сегодня.
В некоторых отношениях произношение ашкеназов лучше соответствует тивериадской нотации, чем другие традиции чтения, например, оно различает патах и камац гадоль и между сеголь и цере, и камац не обозначает два разных звуки. Отличительный вариант тивериадской нотации фактически использовался ашкеназим, но затем был заменен стандартной версией. С другой стороны, маловероятно, что в тивериадской системе цере и холам были дифтонгами, как на ашкеназском иврите, они с большей вероятностью были закрытыми гласными. (С другой стороны, эти гласные иногда соответствуют арабскому дифтонгу.)
В других отношениях ашкеназский иврит напоминает йеменский иврит, который, по-видимому, связан с вавилонской нотацией. Общие характеристики включают произношение камац гадоль как [o] и, в случае литовских евреев и некоторых, но не всех йеменцев, холам как [eː]. Эти особенности не встречаются в еврейском произношении современных иракских евреев, которое, как объяснено, было наложено на сефардский иврит, но встречаются в некоторых иудео-арамейских языках северного Ирака и в некоторых диалектах сирийского языка.
Другая возможность состоит в том, что эти признаки были обнаружены в изоглоссе, включающем Сирию, северную Палестину и северную Месопотамию, но не в самой Иудее или Вавилонии, и не совпадали точно с использованием какой-либо одной записи (а сдвиг холам = [eː] может иметь применение к более ограниченной зоне, чем сдвиг камац гадоль = [o]). Согласно этой гипотезе, йеменское произношение происходит из северной Месопотамии, а ашкеназское — из северной Палестины. Сефардское произношение, по-видимому, происходит из Иудеи, что подтверждается его соответствием с палестинской нотации.
По словам махарала Праги и многих других ученых, включая раввина Яакова Эмдена, одного из ведущих ивритских грамматиков всех времён, ашкеназский иврит является наиболее точным из сохранившихся произношений иврита. Причина заключается в том, что он сохраняет различия, например, между патах и камац, которые не отражены в сефардском и других диалектах. Только в произношении ашкенази различаются все семь «некудот» (ивритские гласные древней тиберийской традиции), йеменцы не различают между патахом и сеголем.
С другой стороны, эта точка зрения, похоже, не поддерживается никакими неашкеназскими учёными. Некоторые учёные поддерживают большую подлинность йеменского произношения на том основании, что это единственное еврейское произношение, которое различает все согласные.

## Влияние на современный иврит
Хотя современный иврит должен был основываться на написании на мишнаитском языке и произношении сефардского иврита, язык, на котором говорят в Израиле, адаптировался к популярной (в отличие от строгой литургической) фонологии ашкеназского иврита в следующих отношениях:
- устранение фарингальных согласных хет и аин
- преобразование реша из альвеолярного одноударного в звонкий фрикативный или увулярный дрожащий согласный (но это ни в коем случае не является универсальным в ашкеназском иврите)
- произношение цере как [eɪ] в некоторых контекстах (сифрей и тейша вместо сефардской сифре и теша) у некоторых носителей
- устранение шва (zman вместо сефардской zĕman)
- некоторые из буквенных названий (юд и куф вместо сефардского йод и коф)
- в разговорной речи ударение на предпоследний слог в некоторых именах собственных (Дво́ра вместо Двора́ ; Йеху́да вместо Йехуда́)
- Точно так же предпоследнее ударение в существительных или глаголах с суффиксом множественного числа от второго или третьего лица (katávtem («вы написали») вместо kĕtavtém; shalom aléykhem  вместо shalom alekhém)[9]